# Slamsuger
En slamsuger er en lastbil eller en vogn til en traktor, som er opbygget til at suge mere eller mindre flydende produkter op i en tank.
Oftest ses køretøjet i færd med at rense kloakker, men en stor del af kørslen består af kørsel med flydende affald fra industri, kemikalietransport og lignende.
Mange slamsugere medbringer også rent vand, så de eksempelvis kan spule et tilstoppet kloakrør rent, og så udstyr og omgivelser kan renses efter besøget.